# Карпа Тарас Степанович
Тара́с Степа́нович Ка́рпа (нар. 17 лютого 1989, с. Лужки, Жовківський район, Львівська область, Українська РСР — пом. 30 липня 2014, м. Сніжне, Донецька область, Україна) — український військовослужбовець, спецпризначенець, капітан Збройних Сил України, учасник російсько-української війни.

## Життєпис
Народився на Львівщині, у селі Лужки Жовківського району. Мати померла за два місяці після народження Тараса і перші роки його виховував батько. Коли Тарасові було три роки, батько одружився вдруге. У сім'ї хлопець був старшим серед чотирьох дітей. Навчався у школі № 1 сусіднього міста Рава-Руська. У 4-му класі самотужки навчився вишивати хрестиком. Багато читав, брав участь у різних виступах, відвідував будинок школяра, де займався в танцювальному гуртку. По закінченні 8-го класу, з 2003 по 2006 рік навчався у Львівському військовому ліцеї імені Героїв Крут.
2010 закінчив Академію сухопутних військ імені гетьмана Петра Сагайдачного, спеціальність «Бойове застосування та управління діями підрозділів військової розвідки та спеціального призначення». По закінченні навчання розпочав службу у військовій частині спецпризначення в місті Кропивницький (на той час Кіровоград). У серпні 2013 одружився.
Командир групи спеціального призначення 1-го загону спецпризначення 3-го окремого полку спецпризначення, в/ч А0680, м. Кропивницький.
З початком російської збройної агресії з 2 березня 2014 виконував завдання із захисту Батьківщини, брав участь у бойових операціях на Сході України.

### Обставини загибелі
28 липня 2014 спецпризначенці під загальним командуванням підполковника Сергія Лисенка (18 чоловік — дві розвідгрупи по 8 бійців під командуванням капітанів Кирила Андреєнка і Тараса Карпи та двоє водіїв «Уралів») виїхала в район міста Сніжне на спецзавдання з евакуації пілотів збитого літака Су-25. Вони успішно провели операцію з порятунку одного пілота збитого штурмовика і заночували на території покинутої ферми поблизу села Латишеве. Власник ферми 61-річний Микола Бутрименко зустрів військовиків і запросив їх переночувати в ангарі, а сам виїхав до Сніжного і доніс про це терористам, які приїхали на бронетехніці й оточили ферму 29 липня. У нерівному бою під час прориву загинули 10 спецпризначенців: підполковник Сергій Лисенко, капітан Кирило Андреєнко, капітан Тарас Карпа (вважався зниклим безвісти), старшина Олексій Глобенко, старшина Андрій Шершень, сержант Анатолій Бузуляк, старші солдати Сергій Гришин (вважався зниклим безвісти), Лев Панков, Ярослав Шимчик та Роман Рикалов (вважався зниклим безвісти). Четверо українських бійців, які перебували в секретах, самостійно дісталися до розташування своїх військ. П'ятеро поранених потрапили в полон,  — їх упізнали на відео, яке терористи виклали в мережу «Інтернет», згодом були звільнені за обміном.
Доля капітана Карпи довгий час лишалася невідомою, була інформація, що він поранений у живіт, перебував у списках зниклих безвісти і списках полонених. У серпні 2015 з дружиною зв'язався судмедексперт, який надіслав фотографії тіла українського військовослужбовця і назвав особисті прикмети. За інформацією від бійців, що повернулися з полону, капітан Карпа вийшов до бойовиків на переговори, але був розстріляний автоматною чергою. За інформацією від лікарів, його, важкопораненого у живіт і з розірваною легенею, 30 липня 2014 доставили в госпіталь м. Сніжне, де під час операції він помер. Лікарям тоді лише встиг сказати, що його звати Тарас, жодних документів при ньому не було. Був похований у Сніжному як невідомий на місцевому цвинтарі, окремо від інших могил. У серпні 2015 пошуковці місії «Евакуація 200» («Чорний тюльпан») віднайшли могилу і провели ексгумацію. 1 листопада за результатами експертизи ДНК підтверджено, що це тіло Тараса Карпи.
4 листопада 2015 офіцера поховали на Рівнянському кладовищі Кропивницького — на території меморіалу загиблим героям АТО.
Залишилися дружина Марина та син Даниїл, 07.03.2014 р. н.
27 червня 2016 року затримано зрадника Бутрименка, який навів російських терористів на місце розташування українського підрозділу.

## Нагороди
- Орден Богдана Хмельницького III ступеня (27 червня 2015) — за особисту мужність і високий професіоналізм, виявлені у захисті державного суверенітету та територіальної цілісності України, вірність військовій присязі[7].
- Медаль «За особисті досягнення» II ступеня.

## Вшанування пам'яті
- На будівлі головного навчального корпусу Рава-Руської загальноосвітньої школи № 1 (вулиця Грушевського, 18) відкрито меморіальні дошки випускникам Володимиру Збишку, Тарасу Карпі та Миколі Федусу[8].
- У лютому 2016 в місті Кропивницький вулицю Тимірязева, де проживав Тарас разом із сім'єю, перейменували на вулицю Тараса Карпи.
- У серпні 2016 ім'ям Тараса Карпи названо одну з новостворених вулиць у Раві-Руській на Львівщині[9].